# 弥生町 (板橋区)
弥生町（やよいちょう）は、東京都板橋区の町名。丁番の設定がない単独町名である。

## 地理
東京都板橋区南部に位置する。北で中板橋、東で仲町および一部で大山町、南で大谷口上町及び大谷口北町、西で川を隔てて対岸に南常盤台と接する。町域の北辺を鉄道路線、南辺を国道、西辺を桜並木で知られる石神井川で画する。

## 歴史
当該エリアは1871年（明治4年）11月14日に浦和県（現埼玉県）から東京府に編入された。1889年には板橋町の一部分となり、1932年からは板橋区の一部となった。
1932年9月30日まで北豊島郡上板橋村字宿といわれた現在の弥生町の地は、1932年10月1日の板橋区の誕生とともに上板橋一丁目となる。1959年6月1日の町名改正により弥生町という町名が誕生した。住居表示実施は1971年。

### 地名の由来
1956年、吉川牧場の跡地に開校した板橋区立弥生小学校の校名によるものである。 

### 史跡
- 下頭橋（板橋区登録記念物）
- 上板橋宿副戸長碑 - 有形文化財（歴史資料）である[7]。登録日は2019年（平成31年）3月11日[7]。1873年（明治6年）、上板橋宿（村）の副戸長に任命された榎本利八の孫の弥右衛門が1925年（大正14年）に祖父利八を顕彰するために建てたものである[7]。

## 世帯数と人口
2025年（令和7年）3月1日現在（板橋区発表）の世帯数と人口は以下の通りである。
- 世帯数 : 3,543世帯
- 人口 : 5,687人

### 人口の変遷
国勢調査による人口の推移。
| 年                 | 人口  |
| ------------------ | ----- |
| 1995年（平成7年）  | 4,817 |
| 2000年（平成12年） | 4,667 |
| 2005年（平成17年） | 4,740 |
| 2010年（平成22年） | 4,853 |
| 2015年（平成27年） | 5,463 |
| 2020年（令和2年）  | 5,630 |

### 世帯数の変遷
国勢調査による世帯数の推移。
| 年                 | 世帯数 |
| ------------------ | ------ |
| 1995年（平成7年）  | 2,279  |
| 2000年（平成12年） | 2,322  |
| 2005年（平成17年） | 2,483  |
| 2010年（平成22年） | 2,742  |
| 2015年（平成27年） | 3,108  |
| 2020年（令和2年）  | 3,307  |

## 経済

### 産業
店・企業
- 板橋弥生郵便局（日本郵政グループ）
- アニメイト 本社

### 事業所
2021年（令和3年）現在の経済センサス調査による事業所数と従業員数は以下の通りである。
- 事業所数 : 176事業所
- 従業員数 : 1,769人

#### 事業者数の変遷
経済センサスによる事業所数の推移。
| 年                 | 事業者数 |
| ------------------ | -------- |
| 2016年（平成28年） | 188      |
| 2021年（令和3年）  | 176      |

#### 従業員数の変遷
経済センサスによる従業員数の推移。
| 年                 | 従業員数 |
| ------------------ | -------- |
| 2016年（平成28年） | 1,882    |
| 2021年（令和3年）  | 1,769    |

## 地域

### 健康
医療機関
- おおはし医院
- 大西歯科医院
- シマデンタルクリニック
- まの歯科クリニック
- まるやま歯科クリニック

### 相談
- 江守浩一税理士事務所[16]
- 栃木正明税理士事務所[16]
- 長谷川学税理士事務所[16]
- 矢尾祐一税理士事務所[16]
- 矢尾祐治税理士事務所[16]

### 教育
- 板橋区立弥生小学校
- 杉の子保育園

#### 学区
区立小・中学校に通う場合、学区は以下の通りとなる（2021年8月時点）。
- 区域 : 全域
  - 小学校 : 板橋区立弥生小学校
  - 中学校 : 板橋区立上板橋第一中学校

### 施設
宗教
- 萬福寺 - 山号は補陀落山。宗派は真言宗豊山派。
- 豊敬稲荷神社

## 交通

### 鉄道
- 東武鉄道
  - 東武東上線：中板橋駅　各駅停車のみ。大部分の列車が当駅で優等列車通過待ち合わせを行う。
    - 上り：池袋方面
    - 下り：成増・川越市・寄居方面
- 駅舎は南口・北口とも弥生町、ホームの大部分と跨線橋は中板橋に設置されている。

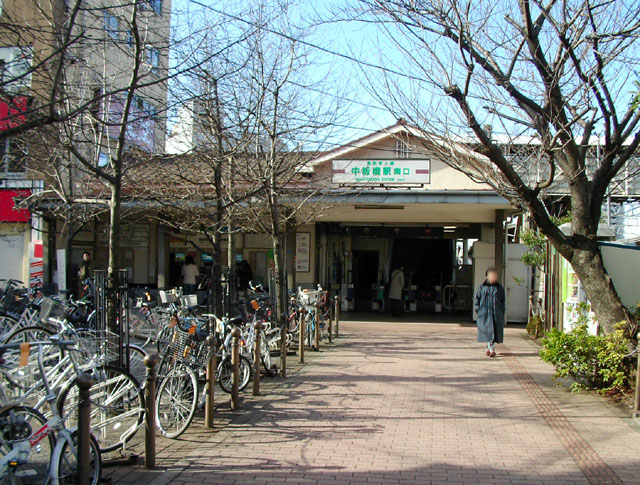
中板橋駅南口

### バス
- 国際興業バス　
  - 大谷口上町・下頭橋：光02　池袋駅東口行き・光が丘駅行き、池55　池袋駅東口行き・小茂根五丁目行き

### 道路
- 国道254号（川越街道）

## その他

### 日本郵便
- 郵便番号 : 173-0021[3]（集配局 : 板橋郵便局[18]）。

## ゆかりのある人物
- 瀬田熊太郎（上板橋村会議員、地主、会社役員、農業、精米業者[19]）